# Judi Shekoni
Judith «Judi» Shekoni (31 de marzo de 1982) es una actriz, modelo y presentadora de televisión.

## Primeros años
Shekoni nació en Gorton, Mánchester, Inglaterra, tiene ascendencia africana, española e inglesa. Tiene también dos hermanas mujeres y dos hermanos hombres.

## Carrera
Sus comienzos como actriz tienen lugar en el año 2002 interpretando a Marjorie «Precious» Hudson en «EastEnders». Otras participaciones de Shekoni son en películas como: «Garfield 2», «El extraño caso del doctor Jekyll y el señor Hyde» o «Ali G anda suelto». Sus últimas apariciones en televisión tienen lugar en diversos Reality Shows de la televisión americana.

## Filmografía

### Cine
| Año  | Película                                          | Personaje           | Notas           |
| ---- | ------------------------------------------------- | ------------------- | --------------- |
| 1999 | The World Is Not Enough                           | Chica en el casino  | (sin acreditar) |
| 2000 | Spinning Candyfloss                               | Mel                 |                 |
| 2000 | Cómo hacer bebés                                  | Ewan's Posse        |                 |
| 2000 | It Was an Accident                                | Sara                | (sin acreditar) |
| 2002 | Ali G anda suelto                                 | Chica en el Jacuzzi |                 |
| 2004 | Ecos de Guerra                                    | Fátima              |                 |
| 2005 | Private Moments                                   | Serena              |                 |
| 2006 | Garfield 2                                        | Guía de turismo     |                 |
| 2006 | El extraño caso del doctor Jekyll y el señor Hyde | Renee               |                 |
| 2010 | For Christ's Sake                                 | Mia Do'em           |                 |
| 2012 | The Twilight Saga: Breaking Dawn - Part 2         | Zafrina             |                 |
| 2019 | Maleficent: Mistress of Evil                      | Shrike              |                 |

### Televisión
| Año  | Serie                     | Personaje                  | Notas                                                       |
| ---- | ------------------------- | -------------------------- | ----------------------------------------------------------- |
| 1998 | Casualty                  | Mia Campbell               | Episodio: "One from the Heart"                              |
| 2000 | Fat Friends               |                            |                                                             |
| 2001 | Murphy's Law              | Recepcionista              |                                                             |
| 2002 | The Hidden City           | Claire                     |                                                             |
| 2002 | Casualty                  | Naomi                      | Episodio: "In the Heat of the Night"                        |
| 2002 | Attachments               | Sue                        | Episodio: "Fuck Buddy"                                      |
| 2002 | Time Gentlemen Please     | Hermana Eliza              | Episodio: "This Vale of Beers"                              |
| 2002 | EastEnders                | Marjorie "Precious" Hudson |                                                             |
| 2003 | The King of Queens        | Melanie                    |                                                             |
| 2005 | NCIS                      | Natalie Vance              | Episodio: "Model Behavior"                                  |
| 2006 | Damages                   | Candy                      |                                                             |
| 2006 | All of Us                 | Amanda                     | Episodio: "Love Do Cost" Episodio: "Thing and Trojan Condo" |
| 2007 | Brothers & Sisters        | Anfitriona                 | Episodio: "Valentine's Day Massacre"                        |
| 2008 | When Women Rule the World | Huésped de la Isla         | Episodio: "Never broadcast in America"                      |
| 2015 | Backstrom                 | Lady Mah                   | Episodio: "Ancient, Chinese, Secret"                        |
| 2015 | Heroes Reborn             | Joanne Collins             | Elenco principal                                            |